# Equip dental

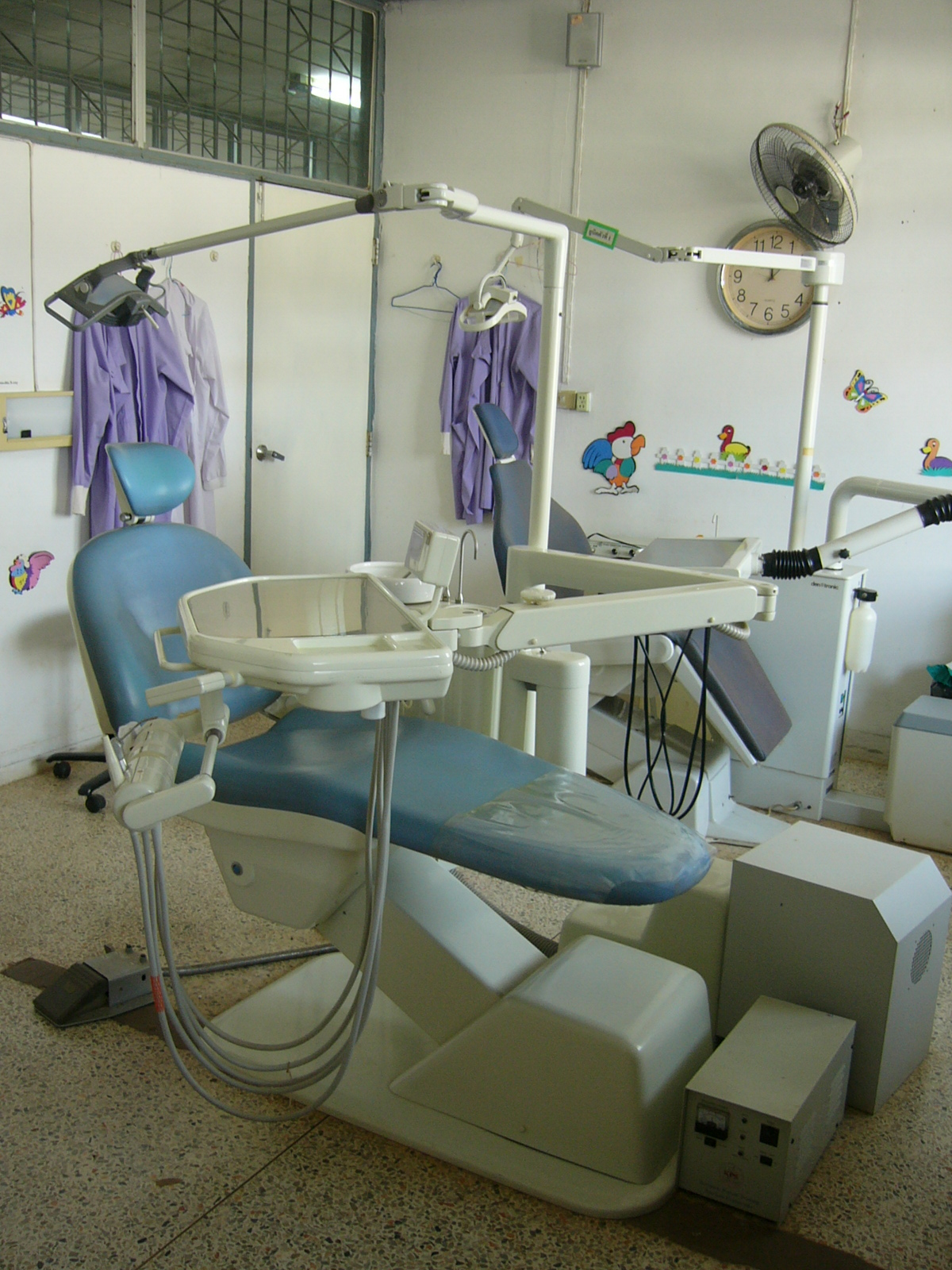
Butaca dental

L'equip dental és aquell equipament especialitzat necessari a una clínica dental, per a cada gabinet. Juntament amb l'equip accessori (mobles, pila, etc.), formen part del lloc de treball de l'odontòleg.
Un dels elements principals és la butaca dental. Es tracta d'una butaca electro-hidràulica, amb reguladors de posició de suport i d'alçada general de l'equip, la qual incorpora diversos elements, com ara:
- Llum d'il·luminació intraoral. Consta d'una làmpada d'alta intensitat lluminosa, davant d'una superfície còncava amb alt poder de reflexió que concentra el feix de llum en l'interior de la cavitat oral. És una làmpada de llum halògena amb regulador d'intensitat i braç articulat orientable.
- Unitat portainstruments. Està unida a la resta de l'equip mitjançant un braç articulat que permet el seu desplaçament horitzontal i vertical. Aquí hi ha la safata porta-instruments, extraïble ja que s'ha de canviar entre cada pacient i netejar a fons, la xeringa de triple funció (aigua, aire o esprai), amb la punta extraïble per esterilitzar, i connexions per a l'equip rotatori (tres mànegues per connectar la turbina, el micromotor i l'aparell d'ultrasons), aquestes es controlen amb el pedal o reòstat mitjançant un moviment lateral del peu. S'esterilitzen a l'autoclau. A més, hi sol haver un panell de comandaments de la butaca i l'escopidora que s'acostuma a desinfectar entre cada pacient.
- Accessoris d'evacuació oral. La saliva necessita ser evacuada de la cavitat oral durant l'activitat en aquesta per part de l'odontòleg, ja que dificulta la visió de les peces dentals. Per a això s'utilitzen diversos mètodes. Trobem el sistema d'aspiració, per extreure líquid o partícules de la cavitat oral a través d'un tub amb pressió negativa. Cal irrigar aquestes canonades aspirant un got d'aigua després de cada pacient, sobretot si hi ha hagut sagnat, ja que la sang queda enganxada a les parets del tub d'aspiració. Els filtres s'extreuen i es netegen diàriament per evitar la seva obstrucció (mínim un cop per setmana). Hi ha dos tipus d'aspiració, de saliva, on el tub és més fi i funciona per efecte Venturi, i mecànica o quirúrgica, és més potent i necessita un motor. El pacient també pot retirar la saliva activament en les escopidores esbaldint prèviament amb un got d'aigua. Les canonades del sistema d'evacuació s'irriguen una vegada a la setmana amb una solució desinfectant.